# ブリジャートン家
『ブリジャートン家』（原題：Bridgerton）は、Netflixで配信される19世紀初頭のロンドンを舞台にしたアメリカのテレビドラマ。

## 概要
ロンドン社交界のデビュタントを舞台に、名門貴族のブリジャートン家の8人兄弟がそれぞれの愛と幸せを追い求める姿を描いた時代劇ドラマである。原作は、ジュリア・クインのベストセラー小説『ブリジャートン シリーズ』(原題：Bridgerton series)。
クインの小説のメインキャラクターの一部を黒人やアジア人に配役することで、多様性に富んだ時代劇ドラマとなっている。

## 登場人物
※本項では適宜シーズン1を「S1」、シーズン2を「S2」…と表し、括孤内は日本語吹き替えを示す。

### ブリジャートン子爵家
アンソニー・ブリジャートン（シーズン１～）
演 - ジョナサン・ベイリー（益山武明）
ブリジャートン家の長男で、父の急逝により若くしてブリジャートン子爵を継いでいる。放蕩者で知られる一方、家族への責任感は強く、父のような立派な家長であろうとする。
ベネディクト・ブリジャートン（シーズン１～）
演 - ルーク・トンプソン（江頭宏哉）
ブリジャートン家の第２子で次男。芸術家肌で、跡継ぎではない身軽さから怪しい場所にも出入りしている。シーズン２ではロイヤル・アカデミーに入学し絵画を学ぶ。
コリン・ブリジャートン（シーズン１～）
演 - ルーク・ニュートン（清水健佑）
ブリジャートン家の第３子で三男。恋に破れ傷心旅行に出たのち、帰国後は新たな魅力を増して社交界で話題の人物となる。
ダフネ・ブリジャートン（シーズン１～２）
演 - フィービー・ディネヴァー（鳥越まあや）
ブリジャートン家の第４子で長女。その美しさとふるまいで、社交界にデビューすると王妃に「今季のダイヤモンド」と讃えられる。両親のような愛ある結婚を望む。
エロイーズ・ブリジャートン（シーズン１～）
演 - クローディア・ジェシー（三日尻望）
ブリジャートン家の第５子で次女。社交界を嫌い、女性の権利と自立を求める。シーズン２ではいやいやながら社交界デビューを果たす。
フランチェスカ・ブリジャートン（シーズン１～）
演 - （S1-2）ルビー・ストークス、（S3-）ハンナ・ドッド（古谷佳乃）
ブリジャートン家の第６子で三女。何よりもピアノを愛し、激しい恋愛よりも穏やかな結婚生活を求める。シーズン３で社交界デビュー。
グレゴリー・ブリジャートン（シーズン１～）
演 - ウィル・ティルストン
ブリジャートン家の第７子で四男。
ヒヤシンス・ブリジャートン（シーズン１～）
演 - フローレンス・ハント（片平美那）
ブリジャートン家の第８子で四女。誕生直前に父ブリジャートン子爵が亡くなっている。
ヴァイオレット・ブリジャートン（シーズン１～）
演 - ルース・ジェメル（日野由利加）
第８代ブリジャートン子爵の未亡人で８人の子供たちのよき母。社交界を何かと賑わす子供たちの結婚などを相談するうち、レディー・ダンベリーとの友情が築かれていく。
エドモンド・ブリジャートン（シーズン２）
演 - ルパート・エヴァンス
第８代ブリジャートン子爵。妻のヴァイオレットとは深い愛情で結ばれていたが38歳で急逝する。

### 王室関係
シャーロット王妃（シーズン１～）
演 - ゴルダ・ロシューベル
ゴシップ好きだが、王室の権威を揺るがすレディ・ホイッスルダウンは許せず正体を探る。
実在のシャーロット王妃が複数の人種の血を引く人物という歴史的推測に基づいた配役となっている。
ジョージ3世（シーズン１）
演 - ジェームズ・フリート
英国王でシャーロット王妃の夫。結婚以前より妄想や幻覚、錯乱を伴う病気を患い、現在では公の場に出ることはない。
アガサ・ダンベリー（シーズン１～）
演 - アッジョア・アンドー（塩田朋子）
「レディ・ダンベリー」の称号を得てシャーロット王妃の侍女を務め、今は社交界の重鎮。故ダンベリー卿との間には４人の子がいる。またサイモンの亡き母の友人で、父親に見捨てられたサイモンを養育した。
ブリムズリー（シーズン１～）
演 - ヒュー・サックス（七海太郎）
シャーロット王妃が英国に嫁いで以来仕える従僕。

### ブリジャートン家関係者
サイモン・バセット（シーズン１）
演 - レゲ＝ジャン・ペイジ（増元拓也）
ヘイスティングス公爵。吃音のため幼少時から父にいない者として扱われ、レディ・ダンベリーが親代わりとなり吃音を克服した。父の没後、公爵家を継いだが、結婚せず子供も作らず公爵家を自分の代で終わらせると心に誓う。だがダフネと恋に落ち結婚。アンソニーとは学生時代からの友人。
ケイト・シャルマ（シーズン２～）
演 - シモーヌ・アシュリー（廣田悠美）
26歳のとき、母、妹とともにインドからイギリスに渡ってくる。妹エドウィーナが結婚したらインドに帰るつもりだったが、アンソニーと結ばれブリジャートン子爵夫人となる。
ジョン・スターリング（シーズン３～）
演 - Victor Alli
キルマーティン伯爵。社交界にデビューしたフランチェスカは様々な相手に引き合わされたが、ただひとり共感し合えた求婚者。

### フェザリントン男爵家
ペネロペ・フェザリントン（シーズン１～）
演 - ニコラ・コクラン（れいみ）
フェザリントン家の三女でエロイーズの親友。エロイーズと違い結婚に夢を見る一方、自分の容姿に引け目を持ち、舞踏会ではいつも壁の花となっている。コリンに片思いをしている。
プルーデンス・フェザリントン（シーズン１～）
演 - ベシー・カーター（尼子絢那）
フェザリントン家の長女。姉妹３人そろって同じシーズンに社交界デビュー。その後、ハリー・ダンクワースと結婚。
フィリッパ・フェザリントン（シーズン１～）
演 - ハリエット・ケインズ（清水理沙）
フェザリントン家の次女。社交界デビュー後、アルビオン・フィンチと結婚。
アーチボルト・フェザリントン（シーズン１）
演 - ベン・ミラー
フェザリントン男爵でペネロペら３姉妹の父親。賭けで身を持ち崩したのち亡くなった。
ポーシャ・フェザリントン（シーズン１～）
演 - ポリー・ウォーカー（塙英子）
アーチボルトの妻。上昇志向が強く計算高い。親戚にあたるブリジャートン家に敵対心を抱いている。
ヴァーリー（シーズン１～）
演 - Lorraine Ashbourne
フェザリントン家の家政婦。他人の筆跡を真似るのが得意で、フェザリントン家のために公私の文書を偽造している。

### その他貴族
クレシダ・カウパー（シーズン１～）
演 - Jessica Madsen（大森日雅）
カウパー卿の娘。ダフネと同じシーズンに社交界デビュー。性格の悪さで知られ、特にブリジャートン家を敵視する。
マーカス・アンダーソン（シーズン３～）
演 -  ダニエル・フランシス
レディ・ダンベリーの弟。姉とは確執があり長らく疎遠だった。

### 労働者階級
ウィル・モンドリッチ（シーズン１～）
演 - Martins Imhangbe
サイモンの友人で拳闘士。引退後は紳士クラブを開店させている。
アリス・モンドリッチ（シーズン１～）
演 - Emma Naomi
ウィルの妻で3人の子の母。大おばが亡くなり長男のシモンがケント男爵の地位を継ぐことになる。
マダム・ドラクロワ（シーズン１〜）
演 - キャスリン・ドライスデール
仕立て屋店主。フランス出身と偽っている。偶然レディ・ホイッスルダウンの正体を知り協力関係に。ベネディクトと恋人関係だった時期がある。

### 社交界新聞
レディ・ホイッスルダウン（シーズン１～）
声 - ジュリー・アンドリュース（S1-2 谷育子 S3- 羽鳥靖子）
社交界の醜聞を書き立て、王や王妃をも痛烈に批判するゴシップ紙を発行する謎の人物。またドラマのナレーションを担当。

### ゲスト
シエナ・ロッソ（シーズン１）
演 - サブリナ・バートレット（尼子絢那）
オペラ歌手。アンソニーの恋人でマダム・ドラクロワの友人。
フリードリヒ（シーズン１）
演 - フレディー・ストローマ
シャーロット王妃の甥でプロイセンの王子。花嫁を探すために訪英しダフネを見初める。
マリーナ・トンプソン（シーズン１～２）
演 - ルビー・バーカー
フェザリントン家の遠縁の娘で、社交界シーズンにフェザリントン家に滞在。秘密の恋人ジョージの子を妊娠中であることを隠したまま結婚相手を探そうとする。
エドウィーナ・シャルマ（シーズン２）
演 - チャリスラ・チャンドラン（清水理沙）
ケイトの異母妹。社交界にデビューすると王妃により「今季のダイヤモンド」に選ばれる。アンソニーと結婚寸前までいったが破談となる。
メアリー・シャルマ（シーズン２）
演 - シェリー・コン
ケイトの継母でエドウィーナの実母。公爵家に生まれたが、平民だったケイトの父と駆け落ち同然にインドに渡った。夫が亡くなったあと、娘たちの結婚相手を求めレディ・ダンベリーを頼ってイギリスに帰国。
ジャック・フェザリントン（シーズン２）
演 - Rupert Young
アーチボルトの従兄弟で、アーチボルト亡きあとフェザリントン男爵家の爵位と資産を継ぐためアメリカから帰国。
テオ・シャープ（シーズン２）
演 - カラム・リンチ
見習い印刷工。レディ・ホイッスルダウンが使う印刷所で働き、彼女の正体を探りに来たエロイーズと知り合う。
アルフレッド・デブリング卿（シーズン３）
演 - Sam Phillips
菜食主義の自然愛好家。結婚相手を探していてペネロペに興味を持つ。
ティリー・アーノルド（シーズン３）
演 - Hannah New
ベネディクトの恋人となる未亡人。友人ポールとも親密な関係にある。

## エピソード

### シーズン一覧
| シーズン | シーズン | エピソード | 配信日         |
| -------- | -------- | ---------- | -------------- |
|          | 1        | 8          | 2020年12月25日 |
|          | 2        | 8          | 2022年3月22日  |
|          | 3        | 4          | 2024年5月13日  |
|          | 3        | 4          | 2024年6月13日  |

### シーズン1 （2020年）
| 通算 | 話数 | タイトル             | 原題                         | 監督                       | 脚本                       |
| ---- | ---- | -------------------- | ---------------------------- | -------------------------- | -------------------------- |
| 1    | 1    | ダイヤモンドの輝き   | "Diamond of the First Water" | ジュリー・アン・ロビンソン | クリス・ヴァン・デューセン |
| 2    | 2    | 衝撃と喜び           | "Shock and Delight"          | トム・ベリカ               | Janet Lin                  |
| 3    | 3    | 失神という技         | "Art of the Swoon"           | トム・ベリカ               | Leila Cohan-Miccio         |
| 4    | 4    | 名誉をかけて         | "An Affair of Honor"         | シェリー・フォークソン     | Abby McDonald              |
| 5    | 5    | 恋のたくらみは公爵と | "The Duke and I"             | シェリー・フォークソン     | Joy C Mitchell             |
| 6    | 6    | スカートの音         | "Swish"                      | ジュリー・アン・ロビンソン | サラ・ドラード             |
| 7    | 7    | 大海を隔てるがごとく | "Oceans Apart"               | アルリック・ライリー       | Jay Ross & Abby McDonald   |
| 8    | 8    | 嵐のあと             | "After the Rain"             | アルリック・ライリー       | クリス・ヴァン・デューセン |

### シーズン2 （2022年）
| 通算 | 話数 | タイトル         | 原題                        | 監督               | 脚本                            |
| ---- | ---- | ---------------- | --------------------------- | ------------------ | ------------------------------- |
| 9    | 1    | 生粋の遊び人     | "Capital R Rake"            | トリシア・ブロック | クリス・ヴァン・デューセン      |
| 10   | 2    | レースの始まり   | "Off to the Races"          | トリシア・ブロック | Daniel Robinson                 |
| 11   | 3    | 執着心           | "A Bee in Your Bonnet"      | Alex Pillai        | Sarah L. Thompson               |
| 12   | 4    | 勝利             | "Victory"                   | Alex Pillai        | Chris Van Dusen & Jess Brownell |
| 13   | 5    | 思いもよらぬ運命 | "An Unthinkable Fate"       | トム・ベリカ       | アビー・マクドナルド            |
| 14   | 6    | 選択             | "The Choice"                | トム・ベリカ       | Lou-Lou Igbokwe                 |
| 15   | 7    | 調和             | "Harmony"                   | Cheryl Dunye       | オリヴァー・ゴールドスティック  |
| 16   | 8    | 私を愛した子爵   | "The Viscount Who Loved Me" | Cheryl Dunye       | Jess Brownell                   |

### シーズン3 （2024年）
| 通算  | 話数 | タイトル           | 原題                          | 監督               | 脚本                   |
| ----- | ---- | ------------------ | ----------------------------- | ------------------ | ---------------------- |
| Part1 |      |                    |                               |                    |                        |
| 17    | 1    | 光の当たる方へ     | "Out of the Shadows"          | トリシア・ブロック | Jess Brownell          |
| 18    | 2    | 月の輝き           | "How Bright the Moon"         | トリシア・ブロック | Sarah L. Thompson      |
| 19    | 3    | 自然の力           | "Forces of Nature"            | Andrew Ahn         | Eli Wilson Pelton      |
| 20    | 4    | 昔からの友達       | "Old Friends"                 | Andrew Ahn         | Lauren Gamble          |
| Part2 |      |                    |                               |                    |                        |
| 21    | 5    | タイムリミット     | "Tick Tock"                   | ビリー・ウッドラフ | Azia Squire            |
| 22    | 6    | 恋心だけ秘密にして | "Romancing Mister Bridgerton" | ビリー・ウッドラフ | Annabelle Hood         |
| 23    | 7    | 手に手を取って     | "Joining of Hands"            | トム・ベリカ       | Geetika Tandon Lizardi |
| 24    | 8    | 白日の下に         | "Into the Light"              | トム・ベリカ       | Daniel Robinson        |

## 製作

### 撮影
シーズン1の主な撮影は2020年2月下旬に終了したが、ロンドンとバースでの撮影のほか、英国中の歴史的な場所で撮影が行われた。シリーズの舞台はロンドンであるが、ほとんどの街路シーンはバース、ヨーク、チャタムで撮影が行われた。ハイドパークとしてはウィルトン・ハウスの敷地が、ハムステッドヒースとしてはサマーリーの敷地が使用された。
ブリジャートン家の外観とされたのは、ロンドン南東部のグリニッジにあるレンジャーズハウスで、ブリジャートン家の屋内のシーンは、バッキンガムシャーのハルトン空軍基地にあるハルトン・ハウスが使用された。
また、サイモンのヘイスティングス邸の外観とその入口としてウィルトン・ハウス、敷地のその他の部分はロンドンのシオン・ハウスとグロスターシャーのバドミントン・ハウスが使用された。サイモンの領地・クライヴェドンの邸宅は、外観にはノース・ヨークシャーのカースル・ハワードを、屋内シーンにはウィルトン・ハウス、ハートフォードシャーのノース・マイムズ・パーク、バドミントン・ハウス
を使用し 、敷地にはコニーストロープが使用された 。
王室のシーンはウィルトン・ハウスのシングル・キューブ・ルームで撮影が行われた。シリーズの中のセント・ジェームズ宮殿は、ハンプトン・コート宮殿とランカスター・ハウスを組み合わせ、構成されている。
ダンベリー夫人の邸宅として使用されたのはバースのホルバーン美術館。舞踏会のシーンは、ヴォクスホール・ガーデンズ、カースル・ハワード、ストウ・パークを組み合わせて再現された。ギルドホールの宴会場や、リーコートの大ホールも舞踏会に使用された 。
フェザリントン家の内装にはハートフォードシャーのハットフィールド・ハウスとハルトン・ハウスが使われ、外装にはナンバーワン・ロイヤル・クレセントが使用された。
アンソニー・ブリジャートンとサイモン・バセットが通う紳士クラブには、ロンドン中心部のポールモールに実在するリフォーム・クラブが使用された 。フェザリントン夫人がマリーナをスラム街に連れて行くシーンは、ケントのチャタム工廠で撮影された。ボクシングのシーンも、ノーマンスフィールド劇場に加え、チャタム工廠で撮影された。劇場のシーンは、現在もロンドン市内で営業中の劇場ハックニーエンパイアで撮影された。クイーンズ・ハウスはサマセット・ハウスの外観として使用された。

## 配信
シーズン1は2020年12月25日に配信された。配信に先立ち、数ヶ月前にティーザーとプロモーションポスターが公開された。
シーズン1配信後1か月足らずの1月22日には早くもシーズン2の製作が発表され、4月13日、シーズン3及びシーズン4の製作決定も発表された。さらに、スピンオフのミニシリーズの製作が発表されている。
シーズン2は2022年3月25日から配信を開始した。
さらに、2022年7月から撮影が開始されたシーズン3は、
原作小説では4巻にあたる内容で、2部構成となり、パート1は2024年5月13日、パート2は6月13日に配信された
。

## 評価
シーズン1は、配信開始から28日以内に8,200万世帯に視聴され、世界83カ国で「今日の総合TOP10」1位となり、当時史上最も視聴されたNetflixオリジナルシリーズと発表された。
シーズン2もまた、Netflixの英語ドラマとしては史上最高のオープニングを記録（配信開始から4日間での視聴時間が1億9300万時間）し、28日間の視聴時間の記録でもシーズン1を抜く大ヒット作となった。
Netflixでは、2023年6月からランキングの測定方法を累計視聴時間によるものから視聴回数によるものに変更したが、変更後の歴代テレビドラマランキングではシーズン1が4位、シーズン2が8位となっている。
レビュー収集サイトのRotten Tomatoesのシーズン1の平均評価は7.95 / 10 。Metacriticでの加重平均スコアは100点満点中74点、「一般的に好意的なレビュー」と評価された 。
エンターテインメント・ウィークリーはB +と評価した 。シカゴ・サンタイムズのリチャード・ローパーは、4つ星中4を与えた 。
GQマガジンは、『ブリジャートン家』を人気テレビドラマ『ゴシップガール』と『ダウントン・アビー』の中間物と評したが、「別の失望に終わるかもしれない」とも「素晴らしい作品になりうる」とも述べている 。
シーズン1の第6話にて描かれるダフネとサイモンのベッドシーンについて、レイプではないかと大きな論争が起こった。これについてインティマシー・コーディネーターは性的同意について考えるきっかけになると評価するコメントをしている。